# Tell Me Goodbye
「Tell Me Goodbye」（テル・ミー・グッバイ）はBIGBANGの日本4枚目のシングル。2010年6月9日に発売された。

## 収録曲

### CD
1. Tell Me Goodbye
2010年春から日本のTBS「水曜劇場」で放送されている韓国ドラマ『アイリス』（日本語吹き替え版）の主題歌。
2. HANDS UP
フジテレビ系『めざましどようび』テーマソング（2010年4月 - 9月）。
3. Tell Me Goodbye -Remix-

### DVD
1. Tell Me Goodbye -Music Video-
2. Tell Me Goodbye -Making-